# Hláska u zámku Chotěbuz
Hláska (hlásná věž) u zámku Chotěbuz je zděná stavba postavená na přelomu 13. a 14. století. Je ve vlastnictví obce Chotěbuz (okres Karviná). Je součástí zámeckého areálu, který má status nemovité kulturní památky. Je chráněn jako kulturní památka České republiky.

## Popis
Věž se tyčí do výšky 17 m. Vyhlídka leží ve výšce 10 m nad zemí a vede k ní 53 schodů. Je to zděná stavba vytvořená z lomového kamene, částečně opracovaných kvádrů vápence a pískovce (nejbližší lom je v obci Řeka, kde se těží gutský pískovec). Vrchní část věže je dozděná cihlou. Její objem se s přibývající výškou pozvolna zužuje, díky čemuž věž získala tvar komolého kužele. Střecha je vyzděná z cihel do klenby tvaru zvonu a je pokryta šindelem. Zdivo je u paty hlásky do výše dvou metrů zesíleno na 60 cm.
Hláska měla ochrannou a obrannou funkci.
Na železné korouhvičce je letopočet 1651, kdy se majitelem stal Mikuláš st. Rudzký z Rudz, který nechal věž opravit a zastřešit.
Spodní prostor hlásky sloužil jako kaple pro obyvatele zámku.
V 19. století došlo k zazdění střílen, vytvoření oken, zastřešení ve tvaru zvonu, vytvoření nového vchodu do věže a umístění hodin. Hláska byla hladce omítnuta.

## Současnost
V roce 1954 byla hláska generálně opravena.
V roce 2004 byla hláska opět opravena. – Došlo ke zpevnění základů pomocí speciální betonáže. Její vnitřní část byla vysypána říčním pískem a stažena pěti železnými obručemi.
Prohlídka hlásky je možná.